# Disporum longistylum
Disporum longistylum là một loài thực vật có hoa trong họ Măng tây. Loài này được (H.Lév. & Vaniot) H.Hara mô tả khoa học đầu tiên năm 1984.